# Klaus Leipold
Klaus Leipold (* 23. Juni 1955 in Schlüchtern) ist ein deutscher Rechtswissenschaftler und Strafverteidiger.  

## Leben und Wirken
Leipold studierte von 1975 bis 1980 Rechtswissenschaften an der Justus-Liebig-Universität Gießen und absolvierte 1980 und 1983 das Erste bzw. Zweite Juristische Staatsexamen. Neben einer Tätigkeit als wissenschaftliche Hilfskraft am Lehrstuhl für Strafrecht, Strafprozessrecht und internationales Strafrecht an der Universität Gießen (1981–1983) war er von 1980 bis 1983 Doktorand am Max-Planck-Institut für ausländisches und internationales Strafrecht in Freiburg und Mitarbeiter an der Universität Freiburg (1993–1984). Im Jahr 1986 wurde er promoviert über Verkehrsunfallflucht – Eine rechtsvergleichende Untersuchung der Länder Österreich, Schweiz und Bundesrepublik Deutschland ab.
Seit 1985 ist er als Rechtsanwalt zugelassen und arbeitet seitdem speziell im Strafrecht. 1995 erfolgte die Ernennung zum Fachanwalt für Strafrecht.
Zudem wirkte Leipold in der Rechtsanwaltsausbildung für die Arbeitsgemeinschaft Strafrecht des Deutschen Anwaltvereins, für die Deutsche Anwaltsakademie, in der Referendarausbildung am Oberlandesgericht München und ist Präsidiumsmitglied des Peutinger Collegiums.
Außerdem ist er geschäftsführender Herausgeber der Buchreihe Strafverteidigerpraxis.

## Veröffentlichungen

### Als Autor
- Verkehrsunfallflucht. Eine rechtsvergleichende Untersuchung der Länder Österreich, Schweiz und Bundesrepublik Deutschland. (Dissertation) Centaurus Verlagsgesellschaft, Pfaffenweiler 1987, ISBN 978-3-89085-151-8
- mit Thomas Kuhn: Das Mandat in Verkehrssachen: Straf- und Ordnungswidrigkeitenrecht. Beck, München 2002, ISBN 978-3-406-48915-0
- Anwaltsvergütung in Strafsachen (Zum neuen RVG), Beck, München 2004, ISBN 978-3-406-51959-8
- mit Klaus Budewig, Markus Gehrlein: Der Unfall im Straßenverkehr. Schadensersatzrecht, Versicherungsrecht, Straf- und Ordnungswidrigkeitenrecht. Beck, München 2008, ISBN 978-3-406-57660-7

### Als Herausgeber
- mit Rainer Hamm: Beck´sches Formularbuch für den Strafverteidiger. München 2010, 6. überarbeitete Auflage 2018, ISBN 978-3-406-68451-7
- mit Michael Tsambikakis, Mark Zöller: StGb. Strafgesetzbuch. Deutscher Anwaltsverlag, Bonn 2011, ISBN 978-3-8240-1073-8
- mit Michael Tsambikakis, Mark Zöller: Anwaltkommentar StGB. 2. überarbeitete Auflage, Müller Verlag, 2015, ISBN 978-3-8114-4125-5